# Parapsaenythia inornata
Parapsaenythia inornata là một loài Hymenoptera trong họ Andrenidae. Loài này được Moure mô tả khoa học năm 1998.